# William von Wirén
William von Wirén   (Suuresadama, 11 de setembre de 1894 - Estocolm, 23 de novembre de 1956) va ser un regatista estonià que va competir durant la dècada de 1920.
Wirén va començar a navegar als 17 anys. En esclatar la Primera Guerra Mundial va ser cridat a servir a la marina de l'Imperi Rus, on va ser ascendit a guardiamarina i a tinent. En acabar la guerra i amb la independència d'Estònia, va treballar com a mariner i empresari. Durant la segona meitat de la dècada de 1920 es va unir al Club Nàutic d'Estònia i va començar a navegar en trineu de vela.
El 1928 va prendre part en els Jocs Olímpics d'Amsterdam, on va guanyar la medalla de bronze en la regata de 6 metres del programa de vela, a bord del Tutti V, junt a Nikolai Vekšin, Eberhard Vogdt, Andreas Faehlmann i Georg Faehlmann.
Després del triomf olímpic es va centrar en la vela sobre gel, participant en diverses edicions del Campionat d'Europa de l'especialitat, on guanyà tres medalles d'or i dues de bronze.